# Albert Hirschbichler
Albert Hirschbichler (* 21. November 1931 in Sankt Gallen, Steiermark, Österreich; † Juni/Juli 1959 im Batura-Muztagh-Gebirge, Gilgit-Baltistan, Pakistan) war ein deutscher Bergsteiger österreichischer Herkunft.

## Leben
Hirschbichler lebte in Berchtesgaden und arbeitete als Zollbeamter. Er war verheiratet und ist der Vater der Extrembergsteigerin Barbara Hirschbichler.
Hirschbichler durchstieg einige der berühmtesten Alpenwände, darunter die Bischofsmütze-Nordwand, die Große-Zinne-Nordwand, die Civetta-Nordwestwand und die Piz-Badile-Nordostwand. Zudem durchstieg er die Direkte Südkante des Großen Mühlsturzhornes, welche damals eine der schwersten Klettertouren der Nördlichen Kalkalpen darstellte. Im August 1953 durchkletterte er mit Erhard Riedl innerhalb von drei Tagen die Eiger-Nordwand, die damals erst zwölfte Begehung dieser Wand.
1958 kletterte er am Peutereygrat des Mont Blanc, dem längsten kombinierten Gratanstieg in den Alpen. In einem Wettersturz stand er drei englischen Kletterern bei, die ihn im Gegenzug zur Batura-Muztagh-Expedition 1959 einluden, bei der die Erstbesteigung des Batura Sar (7795 m) durchgeführt werden sollte. Beim Aufstieg zum Gipfel verschwanden Hirschbichler, der Deutsche Martin Günnel und die Engländer Keith Warburton, Richard Knight und Harry Stephenson in einer Unwetterfront. Ihre Leichen wurden nie geborgen. Unklar blieb, ob einer von ihnen den Gipfel erreichte.
An Hirschbichler erinnert eine Gedenktafel am Pfaffenkegel im Berchtesgadener Land.